# Ніколас Ґарґано
Ніколас (Нікі) Ґарґано (англ. Nicholas (Nicky) Gargano; 1 листопада 1934, Вест-Гем — 28 березня 2016, Вест-Клендон, Суррей) — британський боксер. Він був чемпіоном Європи серед любителів у 1955 році та володарем бронзової медалі на Олімпійських іграх 1956 року в напівсередній вазі.

## Кар'єра
Нікі Ґарґано почав займатися боксом у 1948 році в хлоп'ячому клубі Eton Manor. Пізніше він перейшов до клубу аматорського боксу Ковент-Ґарденс (ABC). У юності він вступив до британської армії і продовжував тренуватися під час служби.
У 1954 році Нікі Ґарґано став першим чемпіоном Англії з боксу серед аматорів (чемпіоном ABA) у напівсередній вазі. У тому ж році він також взяв участь у 5-х Іграх Імперії та Співдружності у Ванкувері та переміг там у напівсередній вазі, випередивши Рода Літцова з Австралії та Гендрика ван дер Лінде з Південної Африки.
У 1955 році він виграв чемпіонат Англії в напівсередній вазі. На наступному Чемпіонаті Європи з боксу серед аматорів у Берліні він переміг за очками Арко Сардар'яна з Болгарії, чемпіона Німеччини Ґюнтера Гайдеманна, Павла Совлянського з Югославії та Іпполита Анне з Франції, ставши таким чином чемпіоном Європи.
У 1956 році Нікі Ґарґано втретє поспіль став чемпіоном Англії і представляв Велику Британію на Олімпіаді в Мельбурні в напівсередній вазі. Там він переміг за очками Едуарда Борисова з СРСР та Франческо Джелаберті з Італії. У півфіналі він зустрівся з сильним румуном Ніколае Лінка, якому програв за очками і таким чином вибув з фіналу, здобувши бронзову медаль.
Міжнародна кар'єра Нікі Ґарґано була обмежена трьома роками від 1954 до 1956 року, тому що після Олімпійських ігор 1956 року, хоча йому було лише 22 роки, він не брав участі в жодних міжнародних чемпіонатах. Він також не став професійним боксером. Загалом за свою кар'єру він провів 197 боїв із 190 перемогами.

## Міжнародні успіхи
(OS = Олімпійські ігри, EM = Чемпіонат Європи, Hw = напівсередня вага, We = напівсередня вага, на той час до 63,5 кг або 67 кг маси тіла)
- 1954, 1-ше місце, Ігри Британської імперії та Співдружності у Ванкувері, Hw, попереду Рода Літцова, Австралія та Гендрика ван дер Ліндена, Південна Африка;
- 1955, 1-ше місце, Чемпіонат Європи в Берліні, We, з перемогами над Арко Сардаряном, Болгарія, Ґюнтером Гайдеманном, ФРН, Павлом Совлянським, Югославія та Іпполитом Анне, Франція;
- 1956, бронзова медаль, OS у Мельбурні, We, з перемогами над Едуардом Борисовим, СРСР та Франческо Джелаберті, Італія та поразкою від Ніколає Лінка, Румунія

## Національні бої
- 1953 у Глазго, Шотландія проти Англії, Hw, переможець за кількістю очок над Дж. Дарроком,
- 1954 в Мілані, Італія проти Англії, We, переможець за кількістю очок над Франческо Пінто,
- 1955 у Лондоні, Англія проти Ірландії, We, переможець за кількістю очок над Б. Інґлем,
- 1955 рік у Лондоні, Англія проти США, We, переможець за кількістю очок над Джо Дорандо,
- 1955 рік у Лондоні, Англія проти США, We, переможець за кількістю очок над Волтером Саббатом,
- 1955 у Лондоні, Лондон проти Берліна, We, переможець за кількістю очок над Е. Сімоном

## Чемпіонат Англії (ABA Championship)
- 1954, 1-ше місце, Hw,
- 1955, 1-ше місце, We,
- 1956, 1-ше місце, We.